# Супербоул XXXVII
Супербоул XXXVII (англ. Super Bowl XXXVII) — 37 решающая игра НФЛ. Противостояние Американской Футбольной Конференции (АФК) и Национальной Футбольной Конференции (НФК). В матче играли «Окленд Рэйдерс» (ныне называется Лас-Вегас «Рэйдерс») от АФК и Тампа-Бэй «Бакканирс» от НФК. Матч прошел 26 января 2003 года. Тампа-Бэй одержала победу со счетом 48-21.

## Трансляция
В США игру транслировал ABC. ABC в 2003 транслировал также финал Кубка Стэнли и финал НБА. 30-секундная реклама стоила 2 100 000 долларов США.

## Ход матча
ПЕРВАЯ ПОЛОВИНА
Первые три набора очков были исключительно филд голами, два из которых, забила Тачдаун произошел только в середине второй четверти (счет к этому моменту был 13-3 в пользу Тампа-Бэй). Уже в конце первой половины, «Бакканирс», сделали ещё один тачдаун. Больше, в первой половине, ни «Рэйдерс» ни «Бакканирс», очки не наберут и команды уйдут на перерыв со счетом 20-3 в пользу Тампа-Бэй.
ВТОРАЯ ПОЛОВИНА
Середина третьей четверти стала ключевой в матче. Сначала Тампа-Бэй делает тачдаун, а через минуту возврат(на 44 ярда) в тачдаун от «Бакканирс», сделал счет в матче 34-3 в пользу Тампа-Бэй. После этого, Окленд, делает тачдаун, но двух очковая попытка не удалась. В начале четвёртой четверти, Окленд, блокировал пант и возвратил в тачдаун, но двух очковая снова не удалась. Окленд смог сделать третий тачдаун подряд, но два перехвата в тачдаун от «Бакканирс», не давали шансов Окленду. Матч закончился со счетом 48-21 в пользу Тампа-Бэй.
Супербоул XXXVII: Тампа Бэй Бакканирс 48, Окленд Рэйдерс 21
|                 | 1 | 2  | 3  | 4  | Всего |
| --------------- | - | -- | -- | -- | ----- |
| Рэйдерс (АФК)   | 3 | 0  | 6  | 12 | 21    |
| Бакканирс (НФК) | 3 | 17 | 14 | 14 | 48    |

на стадионе Qualcomm, Сан-Диего, Калифорния
- Дата : 26 января 2003 г.

- Игровая погода : 27 ° C (81° F), солнце

TB-Тампа-Бэй, OAK-Окленд, ЭП-Экстрапоинт
■ Первая четверть:
- 10:40-OAK-40-ярдовый филд гол, Окленд повел 3:0
- 7:51-TB-31-ярдовый филд гол, ничья 3:3

■ Вторя четверть:
- 11:16-TB-41-ярдовый филд гол, Тампа-Бэй ведет 6:3
- 6:24-TB-2-ярдовый тачдаун+ЭП, Тампа-Бэй ведет 13-3
- 0:30-TB-5-ярдовый тачдаун+ЭП, Тампа-Бэй ведет 20:3

■ Третья четверть:
- 5:30-TB-8-ярдовый тачдаун+ЭП, Тампа-Бэй ведет 27:3
- 4:47-TB-44-ярдовый перехват в тачдаун+ЭП, Тампа-Бэй ведет 34:3
- 2:14-OAK-39-ярдовый тачдаун, но двух очковая не удачна, Тампа-Бэй ведет 34:9

■ Четвёртая четверть:
- 14:16-OAK-13-ярдовый возврат в тачдаун после блока панта, двух очковая не удачна, Тампа-Бэй ведет 34:15
- 6:06-OAK-48-ярдовый тачдаун, но двух очковая не удачна, Тампа-Бэй ведет 34:21
- 1:18-TB-50-ярдовый перехват в тачдаун+ЭП, Тампа-Бэй ведет 41:21
- 0:02-TB-44-ярдовый перехват в тачдаун+ЭП, Тампа-Бэй ведет 48:21